# Lo specchio del desiderio
Lo specchio del desiderio (La Lune dans le caniveau) è un film del 1983 diretto da Jean-Jacques Beineix.
Il soggetto è tratto dal romanzo C'è del marcio in Vernon Street (The Moon in the Gutter) di David Goodis pubblicato nel 1953 e ristampato nel 2005 con il titolo La luna nel vicolo.

## Trama
Gérard, un portuale, è ossessionato dalla ricerca dell'uomo che ha violentato sua sorella, provocandone il suicidio. La sua ricerca lo porta ad incontrare la ricca Loretta: se ne innamora e trascura Bella, la sua amante. Gelosa, quest'ultima cerca di uccidere l'uomo. Gérard fugge e torna alla sua ossessione, dimenticandosi delle due donne.

## Curiosità
- In una scena in auto, Nastassja Kinski si rifiutò di baciare Gérard Depardieu perché questi, secondo lei, aveva l'alito che sapeva di Pastis.[1]